# Нарушения и недисциплинированное поведение (футбол)
Правило 12 Правил игры в футбол описывает виды нарушений и наказания, предусмотренные за них.

## Виды нарушений

### Нарушения, наказываемыештрафным ударом(Жёлтая карточка)
Право выполнить штрафной удар предоставляется противоположной команде, если игрок совершит следующее действие, которое судья расценит как небрежное, безрассудное или проведённое с использованием чрезмерной физической силы:
- удар или попытка ударить соперника ногой;
- подножка или попытка сделать сопернику подножку;
- прыжок на соперника;
- нападение на соперника;
- удар или попытка ударить соперника рукой;
- толчок соперника;
- нападение на соперника в подкате;

Право выполнения штрафного удара будет предоставлено противоположной команде и в том случае, если игрок:
- задержит соперника
- сыграет в мяч рукой (кроме вратаря в своей штрафной площади).

При этом штрафной удар не назначается в случае если ведётся борьба за спорный мяч.

### Нарушения, наказываемыесвободным ударом(Фол)
Противоположная команда получит право на выполнение свободного удара, в случае, если вратарь:
- повторно коснётся мяча руками после того, как выпустит его из рук, но до того, как мяч коснётся кого-либо из игроков;
- коснётся мяча руками после умышленного паса ногой партнёра по команде;
- коснётся мяча руками непосредственно после вбрасывания, выполненного партнёром по команде.
- контролирует мяч руками больше 6 секунд, прежде чем выпустить его из рук.

Также свободный удар должен быть назначен, если кто-либо из игроков:
- сыграет опасно;
- блокирует продвижение соперника;
- помешает вратарю выпустить мяч из рук;
- совершит любое иное нарушение, после которого игра останавливается для вынесения виновному игроку предупреждения или удаления его с поля.

### Нарушения, наказываемыепредупреждением

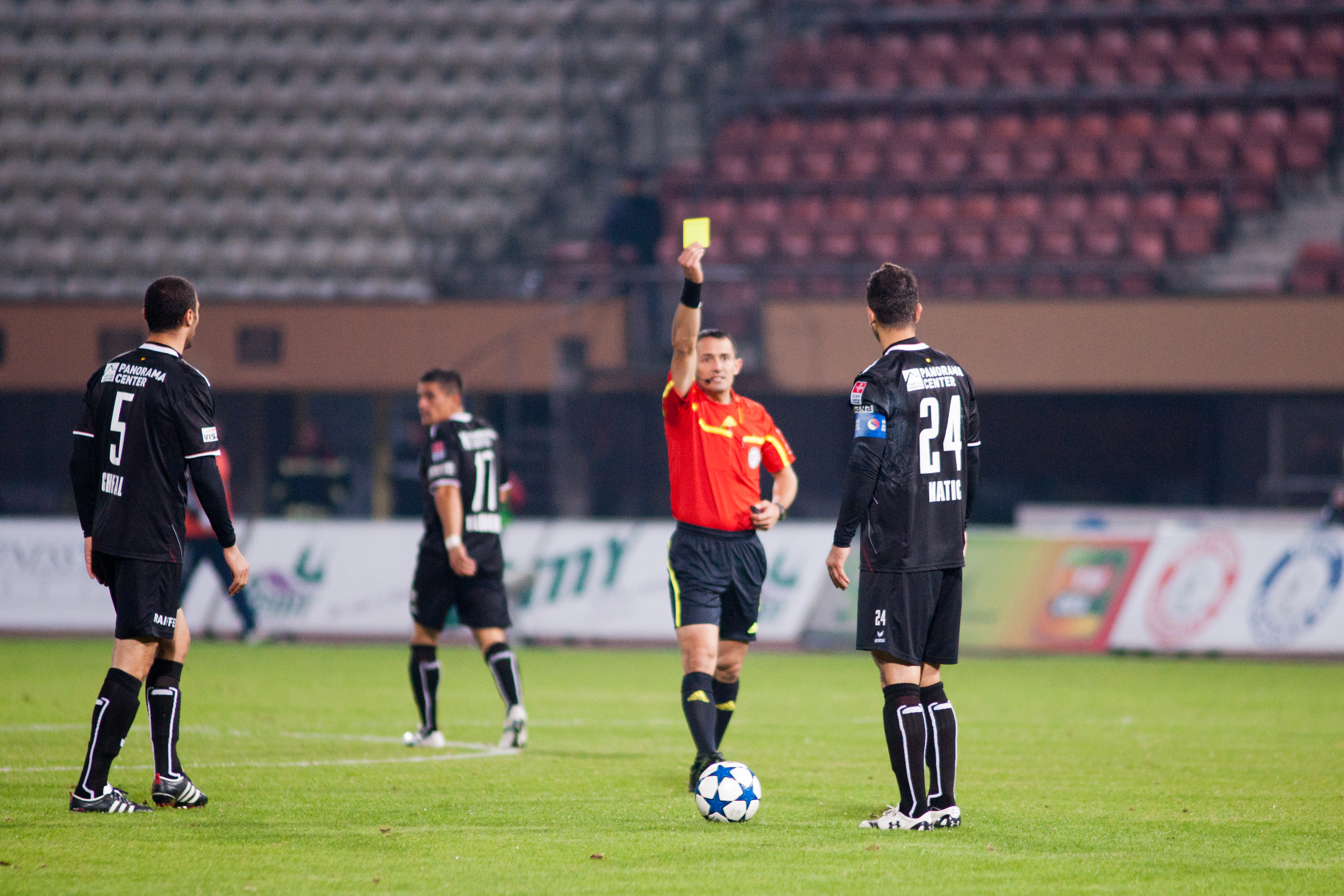
Судья выносит игроку предупреждение

Игрок основного состава получает предупреждение с показом жёлтой карточки в случае, если совершит одно из следующих нарушений:
- виновен в неспортивном поведении;
- словом или действием демонстрирует несогласие с решением судьи;
- затягивает возобновление игры;
- сбивает соперника;
- выражает неуважение к сопернику;
- нападает на соперника;
- прыгает на соперника;
- умышленно играет рукой в мяч;
- находится в неправильном положении либо в неправильном месте при пробитии штрафного, свободного, удара от ворот, вбрасывания либо углового удара.
- выходит, возвращается или умышленно покидает поле без разрешения судьи;
- снимает предмет одежды, находясь на поле;
- излишне эмоционально реагирует на решение судьи;
- выражает неуважение к болельщикам.

Запасной или заменённый игрок, тренер или работник клуба получает предупреждение с показом жёлтой карточки, в случае, если он:
- виновен в неспортивном поведении;
- словом или действием демонстрирует несогласие с решением судьи;
- умышленно затягивает возобновление игры.

### Нарушения, наказываемыеудалением
Игрок основного состава, запасной или заменённый должен быть удалён с поля (из технической зоны) с показом красной карточки в случае, если он:
- виновен в серьёзном нарушении Правил (например, подкат сзади, удар ногой в область тела);
- виновен в агрессивном поведении;
- плюнет в соперника или в другого человека;
- лишит соперника, продвигающегося к воротам, явной возможности забить гол с помощью нарушения Правил, наказуемого штрафным, свободным или одиннадцатиметровым ударом (совершит так называемый «фол последней надежды»);
- использует оскорбительные, обидные или нецензурные выражения и/или жесты
- получает второе предупреждение в одном матче.

Также, с недавнего времени в футболе появилась синяя карточка, которая удаляет с поля на 10 минут. Её выдают в случае, если вы специально заденете игрока без намерения получить мяч. Вторая причина - спор между игроком и судьёй.

Любой удалённый игрок должен покинуть пределы поля и прилегающее к нему пространство, включая техническую зону.
Если игрок, на котором нарушили правила, продолжает играть, атака не останавливается.
Если же ещё раз нарушили правила , то мяч ставится на последнем нарушении.